# 上納奈區
上納奈區（西班牙語：Distrito de Alto Nanay），是秘魯的一個區，位於該國東北部洛雷託大區的邁納斯省，始建於1943年7月2日，面積14,290平方公里，海拔高度128米，2005年人口2,826，人口密度每平方公里0.20人。